# Покровское (посёлок, Одинцовский район)
Покровское — посёлок в Одинцовском районе Московской области, в составе сельского поселения Часцовское. Население — 245 чел. (2010). В посёлке действует средняя школа. До 2006 года Покровское входило в состав Часцовского сельского округа.
Посёлок расположен на юго-западе района, на правом берегу реки Островни, примыкая с северо-востока к селу Покровскому и с юга — к посёлку Покровский Городок, примерно в 12 км на северо-запад от Голицына, высота центра над уровнем моря — 188 м.

## Население
| 1989 | 2002 | 2006 | 2010 |
| ---- | ---- | ---- | ---- |
| 140  | ↘94  | →94  | ↗245 |